# HMS Valiant (1914)
HMS Valiant – brytyjski pancernik typu Queen Elizabeth służący w Royal Navy podczas obu wojen światowych. Stępkę położono w stoczni Fairfield, w Govan, 31 stycznia 1913 roku i okręt zwodowano 4 listopada 1914 roku. Budowę ukończono w lutym 1916 roku.

## I wojna światowa
W czasie I wojny światowej służył w 5th Battle Squadron dowodzonym przez admirała Hugh Evan-Thomasa. Dywizjon wchodził w skład Grand Fleet i składał się z 5 okrętów typu Queen Elizabeth (były one znacznie szybsze niż inne pancerniki brytyjskie i zdecydowano się je skoncentrować w jednym zespole). 31 maja 1916 roku okręt wziął udział w bitwie jutlandzkiej, gdzie otrzymał kilka trafień. W sierpniu tego samego roku miał kolizję z HMS „Warspite” i był reperowany do końca września.

## Dwudziestolecie międzywojenne
Pomiędzy 1929 i 1930 rokiem okręt przeszedł dużą przebudowę. Dodano bąble przeciwtorpedowe, zwiększono szerokość do 31,7 metra. Dwa kominy zostały połączone w jeden. Dodano pojedyncze ośmiolufowe działo dwufuntowe Mark VIII. Dwie wyrzutnie torpedowe zostały usunięte. Dodano platformę lotniczą wraz z jedną katapultą. Te modyfikacje zwiększyły maksymalną wyporność do 35 970 ton.
W 1931 roku załoga pancernika uczestniczyła w buncie w Invergordon.
W roku 1936 dodano drugą baterię ośmiu dział dwufuntowych. Pomiędzy marcem 1937 i listopadem 1939 roku pancernik przeszedł drugą poważną przebudowę w Devonport. Kotłownie wyposażono w osiem kotłów połączonych z czterema turbinami parowymi systemu Parsonsa. Całość miała moc 80 000 koni parowych. Maksymalny zapas ropy to 3393 ton. Maksymalna prędkość wzrosła do 23,5 węzła – zwiększono moc, ale zwiększyła się też wyporność i zanurzenie. Artyleria pomocnicza została zmieniona na 20 dział kalibru 114 mm umieszczonych w podwójnych wieżach oraz cztery ośmiolufowe działa dwufuntowe. Te modyfikacje zwiększyły zanurzenie do 10 metrów i maksymalną wyporność do 36 513 ton.

## II wojna światowa
HMS „Valiant” był jednym z trzech okrętów liniowych, które wzięły udział w zniszczeniu francuskiej floty w Mers-el-Kebir. Brał udział także w bitwie koło przylądka Matapan i w bitwie o Kretę, gdzie został trafiony dwiema bombami. Wraz ze swoim siostrzanym okrętem HMS „Queen Elizabeth” został uszkodzony przez wybuch miny postawionej przez włoskich płetwonurków na pojazdach SLC w porcie w Aleksandrii 19 grudnia 1941 roku, lecz nie zatonął. Brak było ofiar w załodze. Po prowizorycznej naprawie w doku pływającym, był remontowany w Durbanie w Afryce Południowej od 15 kwietnia do 7 lipca 1942 roku. Wrócił następnie na Morze Śródziemne, aby wspierać lądowanie na Sycylii w ramach operacji Husky oraz lądowania w Salerno w ramach operacji Avalanche w 1943 roku.
W 1944 roku został wysłany na Daleki Wschód jako jeden z okrętów Floty Wschodniej. Brał tam udział w rajdach na japońskie bazy w Holenderskich Indiach Wschodnich. 8 sierpnia 1944 roku, kiedy znajdował się w pływającym doku w Trincomalee na Cejlonie, został uszkodzony, kiedy dok rozpadł się. Naprawy wstrzymano i okręt wrócił do Wielkiej Brytanii, gdzie został wycofany ze służby w lipcu 1945 roku.

## Po wojnie
„Valiant” był używany jako okręt szkolny w bazie Devonport do końca swojej kariery. Został sprzedany na złom w marcu 1948 roku.